# Кранфіллс-Геп (Техас)
Кранфіллс-Геп (англ. Cranfills Gap) — місто (англ. city) в США, в окрузі Боскі штату Техас. Населення — 277 осіб (2020).

## Географія
Кранфіллс-Геп розташований за координатами 31°46′31″ пн. ш. 97°50′0″ зх. д. / 31.77528° пн. ш. 97.83333° зх. д. (31.775143, -97.833209).  За даними Бюро перепису населення США в 2010 році місто мало площу 1,88 км², з яких 1,88 км² — суходіл та 0,00 км² — водойми.

## Демографія
Згідно з переписом 2010 року, у місті мешкала 281 особа в 119 домогосподарствах у складі 76 родин. Густота населення становила 149 осіб/км².  Було 149 помешкань (79/км²).
Расовий склад населення:
| - 91,1 % — білих - 0,4 % — корінних американців - 7,1 % — осіб інших рас |

До двох чи більше рас належало 1,4 %. Частка іспаномовних становила 16,0 % від усіх жителів.
За віковим діапазоном населення розподілялося таким чином: 22,4 % — особи молодші 18 років, 57,0 % — особи у віці 18—64 років, 20,6 % — особи у віці 65 років та старші. Медіана віку мешканця становила 46,6 року. На 100 осіб жіночої статі у місті припадало 100,7 чоловіків;  на 100 жінок у віці від 18 років та старших — 107,6 чоловіків також старших 18 років.
Середній дохід на одне домашнє господарство  становив 38 407 доларів США (медіана — 29 375), а середній дохід на одну сім'ю — 43 901 долар (медіана — 35 625). За межею бідності перебувало 22,3 % осіб, у тому числі 47,5 % дітей у віці до 18 років та 16,3 % осіб у віці 65 років та старших.
Цивільне працевлаштоване населення становило 119 осіб. Основні галузі зайнятості: сільське господарство, лісництво, риболовля — 25,2 %, освіта, охорона здоров'я та соціальна допомога — 16,0 %, будівництво — 12,6 %, транспорт — 11,8 %.